# Dansk Folkefællesskab
Dansk Folkefællesskab var et udbryderparti fra Danmarks Nationalsocialistiske Arbejderparti (DNSAP), stiftet 24. maj 1936. Partiet var frem til 1939 ledet af præsten Anders Malling. Ideologisk var partiet især kritisk over for DNSAP's tendens til at lægge sig tæt op af partiets tyske forbillede NSDAP.
Partiet, der især fik støtte i Århus Amt, blev aldrig stort. Det indgik i forskellige diskussioner om tættere samarbejde på højrefløjen, og signalerede således ved flere lejligheder i 1937 en positiv interesse over for Dansk Samling. Den 17. oktober 1940 tilsluttede partiet sig "Den Nationale Blok".